# エメラルド・フォレスト
『エメラルド・フォレスト』（原題：The Emerald Forest）は、1984年制作のイギリスの映画。ジョン・ブアマン監督。

## あらすじ
アマゾン熱帯雨林でダム建設に従事しているアメリカ人技師ビル・マーカムはある日、妻子を仕事場に連れて行ったが、目を離したすきに7歳の息子トミーの姿が消えてしまった。
それから10年後、トミーの行方を探し続けていたビルはインディオのある幻の部族がトミーの失踪に関わっていることを突き止め、アマゾンのジャングルの奥深くに向かう。そこでビルは突如インディオの襲撃を受けるが、若いインディオに救われた。その若いインディオこそ、成長したトミーだった。トミーの部族はエメラルドを粉にしそれを体に塗り、緑の保護色として森林に溶け込んで活動するため幻の部族（インビジブル・ピープル）と呼ばれている。
トミーは父を部族の村へ連れていく。トミーは族長ワナディの息子として育てられ、部族の娘カチリと結婚していた。ビルはトミーに一緒に帰ろうと言うが、トミーはここが自分の家だとして、それを断る。ビルはトミーを連れて帰ることをあきらめ、都会の自宅に帰っていく。
アマゾン開発に伴い、トミーの部族周辺に開発作業員向けの売春宿ができ、凶暴な部族はトミーの部族を襲い女たちを誘拐し売春宿に売り飛ばしてしまう。トミーはコカインを使った儀式を行い、コカインによって高まった想起能力により子供のころの記憶を辿り、ビルのもとに辿りつく。ビルの協力を得て、トミーと部族の男たちは売春宿から部族の女たちを奪還する。
ビルは「このままダムが完成すると、インディオの生活は破壊されてしまう。」とトミーに語るが、トミーは「洪水を祈って、ダムを押し流す」と答える。ビルがアマゾンでのダムの建設の仕事に戻ると、大雨でダムの決壊の危機を迎える。ビルはダムの建設とトミーの生活とを考え、苦悩した末、放水してダムを崩壊させるのだった。

## キャスト
- ビル・マーカム：パワーズ・ブース（吹替：津嘉山正種）
- トミー：チャーリー・ブアマン[2]（吹替：塩沢兼人）
- ジーン・マーカム：メグ・フォスター（吹替：吉田理保子）
- ワナディ：ルイ・ポロナ（吹替：八奈見乗児）
- カチリ：ジラ・パエス（吹替：伊藤美紀）

吹替その他、麦人、合野琢真、近藤玲子、松田辰也、喜多川拓郎、上田敏也、秋元羊介、菊池毅、坂本雅大、曽我部和恭、山口健、谷口節、火野カチコ、折笠愛、大塚芳忠、種田文子、永堀美穂
テレビ放送：1989年5月21日 テレビ朝日「日曜洋画劇場」

## 日本語字幕
- 戸田奈津子[3]